# 格拉博
格拉博（德語：Grabow，發音：[ˈɡʁaːboː] ⓘ）是德国梅克伦堡-前波美拉尼亚州路德维希斯卢斯特-帕尔希姆县的城市，面积75.87平方千米，2023年12月31日人口为5,573人。